# Ruth Scott Miller
Ruth Scott Miller (de soltera Johnson; 19 de junio de 1895-14 de septiembre de 1984) fue una crítica musical, violinista, autora y profesora estadounidense. Se desempeñó como crítica musical para el Chicago Tribune y contribuyó a otras publicaciones periódicas como The Saturday Evening Post y Ladies' Home Journal.

## Primeros años y educación
Ruth Johnson nació en Misuri, hija de Pearl Makinson Johnson, que trabajaba como modista. En 1902, cuando tenía siete años, Pearl se casó con James W. Miller, un impresor, y tomó su apellido.
Un artículo de periódico de 1916 en Topeka Daily Capital señala que Miller se crio en una familia musical, lo que fomentó su educación musical temprana. Su padrastro James era hijo de George W. Miller, miembro de la Banda Cívica de Marshall. La hermana de James, Ona Miller Briefer, era arpista y cantante.
Miller inicialmente estudió violín con Carlton Wood de Topeka. Aprendió contrapunto, armonía y composición de Arthur Olaf Andersen del Conservatorio Americano de Música y de Frederick Stock, director musical de la Orquesta Sinfónica de Chicago. En 1911, amplió sus estudios de violín en Chicago bajo la tutela de Hugo Kortschak, concertino asistente de la Orquesta Sinfónica de Chicago. Kortschak regresó a su Austria natal en 1912 y Miller viajó a su casa en St. Veit para continuar sus estudios con él, acompañada de su madre. Regresó a los Estados Unidos en 1913, con la esperanza de visitar Berlín en 1915 como concertista solista. En 1915, fue nombrada estudiante-artista solista de la temporada de la Orquesta Sinfónica de Chicago en Ravinia. A partir de entonces, comenzó a enseñar violín en Chicago en el Fine Arts Building.
En un perfil personal para Ladies' Home Journal, Miller escribió que soñaba con ser concertista de violín desde los ocho años: «El anhelo de ser músico me absorbió por completo durante años. Me gobernó con exclusión de todo lo demás».

## Carrera
Miller fue la primera mujer crítica musical del Chicago Tribune, escribiendo para el periódico desde septiembre de 1920 hasta mayo de 1921. La historiadora y crítica musical de Chicago, Hannah Edgar, destaca la novedad y la importancia del puesto de Miller: fue la primera mujer en desempeñar ese papel, en un momento en que era casi inaudito que las mujeres escribieran bajo su propia firma fuera de la sección de sociedad. En el estudio crítico e histórico Unsung: A History of Women in American Music, Christine Ammer subraya el problema de la representación y señala que hasta bien entrada la década de 1970 «menos de un tercio de los críticos de periódicos eran mujeres».
Los editores del Chicago Tribune notaron que Miller les llamó la atención a través de sus dos artículos sobre música en el Saturday Evening Post, «Our American Music Makers» (1919), y «Our Orchestral Americanization» (1920). Ella misma dijo que el Chicago Tribune «tenía muchos lectores y quería un crítico que pudiera escribir para las masas y no para 'cuatro o cinco mil fanáticos de la música'. Así que escribí para las masas y permití que los cinco mil amantes de la música gritaran hasta quedarse negros en la cara al respecto. ¡Y cómo gritaron! ¡Uf!». Más tarde minimizaría su tiempo con el Tribune, refiriéndose a él como haciendo de «pinch hitter» (un término de béisbol que hace referencia a un bateador sustituto), al tiempo que afirmaba que varios lectores pensaban que era «la mejor crítica musical que el Tribune había tenido».
En un artículo de 1922, hace referencia a haber sufrido una fractura de hombro que requirió la temporada musical de 1921-1922 para sanar. A partir de entonces, se mudó a la ciudad de Nueva York. Continuó publicando en el Saturday Evening Post y el Ladies' Home Journal. Centrándose en la educación, argumentó en 1923: «Lo que la industria de la música realmente necesita es una presentación generalizada de ambos lados del telón artístico, entre bastidores y al frente». Sus artículos abogan por la educación musical profesional para la juventud estadounidense con el fin de prepararlos adecuadamente para las orquestas estadounidenses, detallados en particular en «Cost of a Career» (1924) y en su apoyo a la Orquesta de Estudiantes de Música Cívica de Chicago.
En marzo de 1924, Miller se mudó a Sandwich, Massachusetts, y renovó una casa de la era colonial, que describió en un artículo del Saturday Evening Post. Fue nombrada miembro honorario del Cape Cod Press Club en 1925. Un viaje a Francia en 1927 produjo la traducción de A Century of Fashion por el diseñador de moda Jean Philippe Worth.
Entre 1925 y 1927, publicó tres artículos en el Ladies' Home Journal, un cuento romántico sobre música titulado «Jazz Enthroned», y dos artículos que advierten sobre los peligros del divorcio y sus vínculos con la delincuencia infantil.
Hannah Edgar cree que la relación de Miller con los editores del Saturday Evening Post y el Ladies' Home Journal eventualmente se volvió tensa, y la correspondencia describió «una pelea enconada, con una misiva aludiendo a la 'actitud desafortunada'» de Miller. Edgar describe la colorida correspondencia de Miller, «repartiendo mayúsculas y guiones bajos para enfatizar». No obstante, contribuyó al Ladies' Home Journal hasta al menos 1927. Su casa en Sandwich fue embargada en 1934 debido a pagos de impuestos atrasados. Edgar informa que Miller fue desalojada; rastreó el paradero posterior de Miller hasta «la unidad trasera de una casa de campo de alquiler» en Chincoteague, Virginia, donde era conocida como «una inquilina difícil que era dueña de una manada de perros rebeldes». Miller vivió en la cabaña hasta su muerte en 1984.

## Publicaciones
- Jean Philippe Worth. A Century of Fashion. Trans. Ruth Scott Miller. Boston: Little, Brown and Co., 1928.

## Lectura adicional
- Karin Pendle y Melinda Boyd. Women in Music : A Research and Information Guide. Nueva York: Routledge, 2010.
- Cristina Ammer. Unsung: A History of Women in American Music. Portland, Oregón: Greenwood Press, 1980.

- Datos: Q116879713